# Larinioides subinermis
Larinioides subinermis är en spindelart som beskrevs av Lodovico di Caporiacco 1940. Larinioides subinermis ingår i släktet Larinioides och familjen hjulspindlar.
Artens utbredningsområde är Etiopien. Inga underarter finns listade i Catalogue of Life.